# Hyphydrus abyssinicus
Hyphydrus abyssinicus är en skalbaggsart som beskrevs av Peschet 1916. Hyphydrus abyssinicus ingår i släktet Hyphydrus och familjen dykare. Inga underarter finns listade i Catalogue of Life.